# Resolução 305 do Conselho de Segurança das Nações Unidas
Resolução 305 do Conselho de Segurança das Nações Unidas, adotada em 13 de dezembro de 1971, após reafirmar resoluções anteriores sobre o assunto, e observar os recentes desenvolvimentos encorajadores, o Conselho estendeu o estacionamento em Chipre da Força de Manutenção da Paz das Nações Unidas em Chipre por mais um período, agora terminando em 15 de junho de 1972. O Conselho também exortou as partes diretamente interessadas a continuar a agir com a maior moderação e a cooperar plenamente com a força de manutenção da paz.
A resolução foi aprovada por unanimidade com 14 votos; A China não participou da votação.